# Réunionská fotbalová reprezentace
Réunionská fotbalová reprezentace reprezentuje Réunion v mezinárodních zápasech. Jde o přidruženého člena CAF, proto nemůže hrát reprezentační soutěže. Mezi slavné reprezentanty patří Jean-Michel Fontaine nebo Mathieu Pélops. Reprezentace vyhrála 5× Fotbal na Indických hrách, což z ní dělá nejúspěšnější tým turnaje. Reprezentace také 2× vyhrála Coupe de I'Outre-Mer.

## Dějiny
První zápas Réunion odehrál v roce 1947 na Triangulaire. Dvakrát prohrál, proti Mauriciu (2:1) a Madagaskaru (4:2). Svůj první zápas reprezentace vyhrála v roce 1950, porazila Madagaskar 3:2.
V roce 1979 Réunion na Triangulaire postoupil ze své skupiny skupiny, když porazil Seychely (3:0) a Maledivy (9:0). V semifinále porazili Komory (6:1). Ve finále se reprezentace znova utkala se Seychely, které porazila 2:1.
Réunion také postoupil do finále Indických her 1985, ale prohrál na penalty s Mauriciusem, poté co remizoval 4:4. Réunion se na hrách znova ukázal v roce 1993, znovu se dostal ze skupinové fáze a v semifinále porazil Mauricius 1:0, jediný gól vstřelil Jimmy Moultanin. Ve finále však prohrál s Madagaskarem 1:0. Ve finále her 1998, po remíze 3:3 s Madagaskarem vyhrál Réunion 7:6 na penalty. 
V roce 2003 prohrál ve finále a v roce 2007 Réunion vyhrál, přestože, že vstřelil za celý turnaj 2 góly.
V roce 2008 vyhrál Coupe de l'Outre-Mer. Ve finále zdolal Martinik 1:0. V roce 2010 prohrál s Martinikem na penalty.
Ve finále turnaje v roce 2010 se týmy střetly znova, Réunion opět vyhrál.
Na Indian Ocean Island Games 2019 porazil Mauricius. Brankář Mathieu Pélops vychytal všechny penalty.